# Liste der Kulturgüter in Petit-Val
Die Liste der Kulturgüter in Petit-Val enthält alle Objekte in der Schweizer Gemeinde Petit-Val im Kanton Bern, die gemäss der Haager Konvention zum Schutz von Kulturgut bei bewaffneten Konflikten, dem Bundesgesetz vom 20. Juni 2014 über den Schutz der Kulturgüter bei bewaffneten Konflikten sowie der Verordnung vom 29. Oktober 2014 über den Schutz der Kulturgüter bei bewaffneten Konflikten unter Schutz stehen.
Objekte der Kategorie A sind vollständig in der Liste enthalten, Objekte der Kategorie B sind im Gemeindegebiet nicht ausgewiesen, Objekte der Kategorie C fehlen zurzeit (Stand: 1. April 2024). Unter übrige Baudenkmäler sind geschützte Objekte zu finden, die im Bauinventar des Kantons Bern als «schützenswert» verzeichnet sind.

## Kulturgüter
| Foto |                                                                                        | Objekt                                                                                   | Kat. | Typ | Standort                                         | Beschreibung |
| ---- | -------------------------------------------------------------------------------------- | ---------------------------------------------------------------------------------------- | ---- | --- | ------------------------------------------------ | --- |
| ja   | Datei hochladen · Wikidata zu Reformierte Kirche (Q19362682)                           | Reformierte Kirche / Eglise réformée KGS-Nr.: 01233                                      | A    | G   | Sornetan, Derrière les Maisons 8 583001 / 235930 | 1708/09 erbautes Kirchengebäude mit rechteckigem Predigtsaal unter Satteldach. Es wird im Westen von einem Turm mit Zwiebelhaube flankiert. Dort befindet sich unter einer Vorhalle auch der Haupteingang, zwei weitere Eingänge sind an der Südfassade zu finden. Die verschiedenen hohen und engen Öffnungen verteilen das Licht im Inneren des Gebäudes. |
| ja   | Datei hochladen · Wikidata zu Forêts du Beucle, mittelalterliche Eisenmine (Q19362683) | Forêts du Beucle, mittelalterliches Eisenbergwerk / mine de fer médiévale KGS-Nr.: 09576 | A    | F   | Monible 582050 / 235451                          | Überreste eines mittelalterlichen Eisenbergwerks. |
| BW   | Datei hochladen · Wikidata zu Pfarrhaus (Q110943417)                                   | Pfarrhaus / Cure KGS-Nr.: 16790                                                          | B    | G   | Sornetan, Le Rondez 7 582973 / 235900            | Imposantes Pfarrhaus von 1746 |

## Übrige Baudenkmäler
Hinweis: Anstelle der KGS-Nummer wird als Objekt-Identifikator (ID) die Grundstücksnummer verwendet.
| ID   | Foto |                                                      | Objekt | Typ | Standort                                           | Beschreibung |
| ---- | ---- | ---------------------------------------------------- | --- | --- | -------------------------------------------------- | ------------ |
| 6    | BW   | Datei hochladen                                      | Speicher (1763) / Grenier (1763)                                                                                        | G   | Sornetan, Derrière les Maisons 17a 583182 / 236004 |              |
| 19   | BW   | Datei hochladen                                      | Ehemaliges Bauernhaus (1651) / Ancienne ferme (1651)                                                                    | G   | Châtelat, Moron 27a 581041 / 234491                |              |
| 22   | BW   | Datei hochladen                                      | Schulhaus (1854) / Ecole (1854)                                                                                         | G   | Souboz, Derrière les Hôtas 23 585256 / 235951      |              |
| 24   | BW   | Datei hochladen                                      | Doppelspeicher (18. Jh.) / Grenier double (18ème s.)                                                                    | G   | Sornetan, Clos Eclairon 26a 583371 / 236018        |              |
| 31   | BW   | Datei hochladen                                      | Speicher (1721) / Grenier (1721)                                                                                        | G   | Châtelat, Clos du Moulin 14a 581452 / 235655       |              |
| 31   | BW   | Datei hochladen                                      | Bauernhaus (1810) / Ferme (1810)                                                                                        | G   | Souboz, Haut du Village 31 585395 / 235914         |              |
| 32   | BW   | Datei hochladen                                      | Bauernhaus (1712) / Ferme (1712)                                                                                        | G   | Souboz, Haut du Village 33 585423 / 235911         |              |
| 43   | BW   | Datei hochladen                                      | Wohnhaus (1. Hälfte 20. Jh.) / Maison d’habitation (1ère moitié 20ème s.)                                               | G   | Souboz, Clos Devant 30 585260 / 235923             |              |
| 58   | BW   | Datei hochladen                                      | Ehemaliges Bauernhaus (1764) / Ancienne ferme (1764)                                                                    | G   | Sornetan, Clos Eclairon 24 583325 / 236001         |              |
| 74   | BW   | Datei hochladen                                      | Doppelspeicher (1802) / Grenier double (1802)                                                                           | G   | Châtelat, Fornet Dessous 18a 579884 / 236687       |              |
| 87   | BW   | Datei hochladen                                      | Ehemaliges Bauernhaus (1680) / Ancienne ferme (1680)                                                                    | G   | Châtelat, Milieu du Village 4 581537 / 235735      |              |
| 88   | BW   | Datei hochladen                                      | Ehemaliges Bauernhaus (16. Jh.) / Ancienne ferme (16ème s.)                                                             | G   | Sornetan, Semplain 34 583502 / 237002              |              |
| 88   | BW   | Datei hochladen                                      | Speicher (1681) / Grenier (1681)                                                                                        | G   | Sornetan, Semplain 35b 583581 / 237046             |              |
| 105  | BW   | Datei hochladen                                      | Speicher (1658) / Grenier (1658)                                                                                        | G   | Monible, La Drai 14b 581740 / 236460               |              |
| 112  | BW   | Datei hochladen                                      | Schulhaus (1840) / Ecole (1840)                                                                                         | G   | Monible, Clos des Jardins 5 581965 / 236208        |              |
| 128  | BW   | Datei hochladen                                      | Ehemaliges Bauern- und Gasthaus (1851) / Ancienne ferme-auberge (1851)                                                  | G   | Sornetan, Derrière les Maisons 11 583092 / 235956  |              |
| 147A | ja   | Datei hochladen                                      | Brunnen (1696) / Fontaine (1696)                                                                                        | K   | Châtelat, Milieu du Village N.N. 581513 / 235715   |              |
| 156  | BW   | Datei hochladen                                      | Brunnen (1847) / Fontaine (1847)                                                                                        | K   | Châtelat, Fornet Dessous N.N. 579905 / 236656      |              |
| 158  | BW   | Datei hochladen                                      | Bauernhaus (1801) / Ferme (1801)                                                                                        | G   | Sornetan, Derrière les Maisons 15 583156 / 235985  |              |
| 159  | BW   | Datei hochladen                                      | Ehemaliges Bauernhaus (2. Hälfte 19. Jh.) / Ancienne ferme (2ème moitié 19ème s.)                                       | G   | Monible, Vers la Maison 10 582014 / 236248         |              |
| 187  | BW   | Datei hochladen                                      | Ehemaliges kleines Bauernhaus (1768) / Ancienne fermette (1768)                                                         | G   | Châtelat, Clos Jacquat 15 581438 / 235690          |              |
| 189  | BW   | Datei hochladen                                      | Doppelspeicher (17. Jh.) / Grenier double (17ème s.)                                                                    | G   | Sornetan, Clos Eclairon 27a 583401 / 236034        |              |
| 211  | BW   | Datei hochladen                                      | Ehemaliges Bauernhaus (1844) / Ancienne ferme (1844)                                                                    | G   | Châtelat, Milieu du Village 9 581491 / 235706      |              |
| 213  | BW   | Datei hochladen                                      | Unterkunft oder Stall (1903) / Loge ou étable (1903)                                                                    | G   | Sornetan, Combe des Peux 46 581698 / 234081        |              |
| 214  | BW   | Datei hochladen                                      | Speicher (1683) / Grenier (1683)                                                                                        | G   | Souboz, Le Perceux 26a 586280 / 237123             |              |
| 259  | BW   | Datei hochladen · Wikidata zu Pfarrhaus (Q110943417) | Pfarrhaus (1746) / Cure (1746)                                                                                          | G   | Sornetan, Le Rondez 7 582974 / 235900              |              |
| 318  | BW   | Datei hochladen                                      | Speicher (1671) / Grenier (1671)                                                                                        | G   | Sornetan, La Combe 43b 582946 / 234932             |              |
| 334  | BW   | Datei hochladen                                      | Protestantisches Gemeindezentrum (1971) / Centre protestant (1971)                                                      | G   | Sornetan, Le Rondez 2 582987 / 235813              |              |
| 356  | BW   | Datei hochladen                                      | Ehemalige Schmiede (1796) / Ancienne forge (1796)                                                                       | G   | Sornetan, Derrière les Maisons 5 582838 / 235814   |              |
| 415  | BW   | Datei hochladen                                      | Ehemaliges Bauernhaus oder Wohnhaus mit Hotelfunktion (1830) / Ancienne ferme ou habitation à vocation hôtelière (1830) | G   | Souboz, L’Oeuchatte 14 587957 / 236219             |              |
| 428  | BW   | Datei hochladen                                      | Bauernhaus (1710) / Ferme (1710)                                                                                        | G   | Souboz, L’Oeuchatte 9 588084 / 236204              |              |
| 433  | BW   | Datei hochladen                                      | Ehemaliges Bauernhaus (1684) / Ancienne ferme (1684)                                                                    | G   | Souboz, Haut du Village 37 585455 / 235938         |              |